# Cornelius Warmerdam
Cornelius Warmerdam (22. června 1915 Long Beach – 13. listopadu 2001 Fresno) byl americký skokan o tyči, známý pod přezdívkou „Dutch“ (Holanďan). Byl aktivní v době druhé světové války, proto nikdy nestartoval na olympijských hrách. Získal šest titulů mistra USA: 1938, 1940, 1941, 1942, 1943 a 1944. Třikrát překonal světový rekord: v roce 1940 skočil 460 cm, v roce 1941 472 cm a v roce 1942 477 cm, což byl poslední světový rekord dosažený bambusovou tyčí a vydržel až do roku 1957, kdy ho překonal Robert Gutowski. V roce 1942 získal James E. Sullivan Award pro amerického amatérského sportovce roku. Po ukončení kariéry působil jako trenér na California State University ve Fresnu a účastnil se veteránských atletických soutěží. V roce 2014 byl posmrtně uveden do Síně slávy IAAF.